# Martin Vráblík
Martin Vráblík (ur. 14 lipca 1982 w Vsetín) – czeski narciarz alpejski, złoty medalista Uniwersjady w 2005 r. w slalomie, olimpijczyk, uczestnik mistrzostw świata.

## Udział w ważnych imprezach

### Zimowe Igrzyska Olimpijskie
- Turyn 2006 – 12. (kombinacja), 21. (slalom). 38. (super gigant), DNF (slalom gigant)
- Vancouver 2010 – 31. (super kombinacja), DNF (slalom, slalom gigant), DSQ (super gigant)
- Soczi 2014 – 16. (super kombinacja), 31. (slalom gigant), 33. (super gigant), 35. (zjazd), DNF (slalom)

### Mistrzostwa Świata
wyniki tylko z konkurencji, które ukończył
- Sankt Moritz 2003 – 40. (zjazd)
- Bormio 2005 – 26. (slalom)
- Ga-Pa 2011 – 17. (super kombinacja)
- Schladming 2013 – 15. (super kombinacja), 36. (zjazd), 41. (super gigant)